# 由利公正

福井市中央公園の由利公正像（現在は幸橋 (福井市)南詰に移転）

由利 公正（ゆり きみまさ / ゆり こうせい、文政12年11月11日〈1829年12月6日〉- 明治42年〈1909年〉4月28日）は、日本の武士（福井藩士）、政治家、財政家、実業家。子爵、麝香間祗候。旧姓は三岡。通称を石五郎、八郎。字を義由、雅号に雲軒など。

## 来歴
文政12年（1829年）、福井藩士・三岡義知（100石）の嫡男として越前国足羽郡福井城下（現・福井県福井市）に生まれる。嘉永6年（1853年）に家督相続。福井を訪れた横井小楠の殖産興業策に触発され、横井から財政学を学ぶ。橋本左内らと国事に奔走し、藩主・松平慶永から財政手腕を評されて抜擢され、藩札発行と専売制を結合した殖産興業政策で窮乏した藩財政を再建する。
慶永が幕府政事総裁職に就任すると、慶永の側用人に就任する。長州征伐では、藩論を巡って対立した征伐不支持と薩摩藩や長州藩など雄藩支持の両派の提携を画策したものの、支持が得られず福井にて蟄居・謹慎処分となった。謹慎中に坂本龍馬の来訪を受けて交流を深める。坂本とは新政府が取るべき経済政策について談義し、このことが新政府への参画を求められたことへ結びついたのだと後に語っている。
明治維新後、土佐藩の福岡孝弟らと共に五箇条の御誓文の起草に参画した（公正が作成した「議事之体大意」が原文となっている）。新政府では徴士参与として、金融財政政策を担当する。慶応4年2月16日、参与会計事務掛由利は、紙幣製造対策を建白し、慶応4年1月24日、政府は300万両製造を決定、由利に事務管掌を命令した。会計事務掛・御用金穀取締として、会計基立金募集や太政官札発行、商法司設置など積極的な政策を推進したものの、太政官札の流通難など政策に対する批判が高まった結果、明治2年（1869年）に辞職するに至った。この頃、外国人技師を引き連れて宇都宮藩が放棄した篠井金山の採掘に乗り出したものの、事業は軌道に乗らなかった。
明治4年（1871年）に東京府知事に就任。明治5年（1872年）5月、岩倉使節団の随行に加わることになりアメリカ、ヨーロッパへ渡航し、各国の自治制度・議会制度などを研究。明治7年（1874年）、板垣退助や江藤新平らと共に、政府に対して民撰議院設立建白書を提出する。
明治8年（1875年）に元老院議官に任ぜられ、明治20年（1887年）5月24日に子爵に叙せられる。明治23年（1890年）には貴族院議員。同年10月20日、麝香間祗候となる。
明治27年（1894年）3月、京都にて有隣生命保険会社の初代社長に就任した。
明治42年（1909年）4月28日、脳溢血のため東京市芝区高輪の自宅で死去。79歳没。墓所は品川区海晏寺。

## 政策
藩の殖産興業策を実施するため、横井小楠と共に西国各地へ出張している。下関では物産取引の実情を調査し、長崎では藩の蔵屋敷を建ててオランダ商館と生糸販売の特約を結ぶなど、積極的な経済政策を推進した。「民富めば国の富む理である」という「民富論」的な富国策は大きな成果を挙げた結果、藩財政は黒字に転じた。
東京府知事時代、1872年4月3日（旧暦の明治5年2月26日）に銀座大火が発生し、現在の東京都丸の内、銀座、築地の一帯が全焼した。当時の東京は木造家屋が多かったため、由利は銀座大火を受けて東京を防火防災都市とすべく銀座に煉瓦造りの建築物を数多く建てたり、現在の銀座大通りの幅員を「ニューヨークやロンドンの目抜き通り並に45.5mに拡張すべし」と主張（結局は27.3mの拡幅となった）するなどといった都市改造計画を立案・実行に移した。

## 人物

### 名乗りについて
生誕後、福井藩士時代までは「三岡 八郎（みつおか はちろう）」の名を用い、明治維新後に「由利 公正」に名を改めた。由利公正の読みについて「こうせい」か「きみまさ」かで長く議論があったが、「Yuri Kimimasa」とローマ字で自ら署名した東京府知事時代の公文書が平成26年（2014年）3月に発見された為、由利公正の読みについて福井県は「『ゆり・きみまさ』として今後は読みを行う」とする意向を示している。
由利姓を名乗ったのは、平安時代末期の出羽国沿岸中部の由利地方（現秋田県由利本荘市）の豪族由利維平、及びその子孫である滝沢氏（由利十二頭）の血を引く家伝からだった。

### 家族
公正の母親は家政の切り回しが上手な賢婦人として知られ、公正は幼少の頃より母を助けて家屋の修繕や菜園での農作業、父の乗馬の飼育などを手伝った一方で武道にも励んだとされる。

### へっつい
自身が越前藩より蟄居を命ぜられている際に、土の中に埋めることで保温力を高める竈（へっつい）を考案。このへっついはそれまでの製品よりも火力が高く燃料が節約出来たことから重宝され、「三岡へっつい」と呼ばれて1935年（昭和10年）くらいまで福井県下で使用されていたという。

### 坂本龍馬との関係
坂本龍馬とは大変気が合ったようで、龍馬2度目の福井来訪時、足羽川近くの山町のたばこ屋旅館にて、早朝から深夜まで延々日本の将来を語り合ったという。当時、謹慎中の公正（三岡八郎）には立会人として藩士が付き添ったにもかかわらず、龍馬は遠慮せずに「三岡、話すことが山ほどあるぜよ」と叫んだと伝えられる。五箇条の御誓文の原文となった「議事之体大意」は龍馬の船中八策（「船中八策」については史料上の疑義が多く、史料として現存している「新政府綱領八策」ではないかとの説もある）と思想的な基本が共通している。龍馬は公正と会見して帰京した時期に「新政府綱領八策」を自筆しているが、2014年にこれに関連する下書きが発見された。
龍馬2度目の福井訪問から約1週間後、公正は福井城下にて足羽川沿いの土手を歩いていたその時、一陣の突風が土手を歩く公正を襲い、懐中に忍ばせておいた龍馬の手紙を落としてしまった。公正が手紙を紛失した時と同じくして京都にて龍馬が暗殺されたという巷談が残る。

## 評価
- 坂本龍馬 「天下の人物といえば西郷隆盛と三岡八郎」

## 栄典
位階
- 1887年（明治20年）12月26日 - 正四位[10]
- 1893年（明治26年）6月16日 - 従三位[11]
- 1909年（明治42年）4月28日 - 従二位[12]

勲章等
- 1885年（明治18年）7月13日 - 勲二等旭日重光章[13]
- 1889年（明治22年）11月25日 - 大日本帝国憲法発布記念章[14]
- 1906年（明治39年）4月1日 - 勲一等瑞宝章[15]
- 1909年（明治42年）4月28日 - 旭日大綬章[16]

## 親族
- 三男 由利公通[17]
- 孫　由利公真（子爵、公通長男）・由利正通（貴族院子爵議員、公通二男）[17]

## 登場作品
- 伝記
  - 角鹿尚計『由利公正 〜万機公論に決し、私に論ずるなかれ〜』（ミネルヴァ日本評伝選　2018年、ミネルヴァ書房）
- 漫画
  - 中島健志『コミック版日本の歴史 幕末・維新人物伝　由利公正』（2015年、ポプラ社、原作：井手窪剛）
  - 本宮ひろ志『猛き黄金の国 由利公正』（2022年、集英社「グランドジャンプ」連載）
- 小説
  - 大島昌宏『炎の如く 由利公正』（1996年、福井新聞社）